# Дружешти (Васлуј)
Дружешти (рум. Drujești) насеље је у Румунији у округу Васлуј у општини Бакани. Oпштина се налази на надморској висини од 85 m.

## Становништво
Према подацима из 2002. године у насељу је живело 450 становника, од којих су сви румунске националности.